# Gareth Rees
Gareth Lloyd Rees (* 30. června 1967, Duncan v Britské Kolumbii) je bývalý kanadský ragbista, který hrál jako útoková spojka a zadák. V roce 2011 byl jmenován do Světové síně slávy ragby. V roce 2014 byl jmenován do Kanadské sportovní síně slávy.
Za Kanadu odehrál 55 zápasů a připsal 491 bodů. Na MS 1999 si přispal nejvíce bodů jako Kanaďan v zápase MS (proti Namibii) v historii (27). Taky je Kanaďanem, co v zápasech MS nasbíral nejvíce bodů (120). Je jediným hráčem ze všech zemí, co se zúčastnil prvních čtyř světových šampionátů. S klubem Wasps vyhrál v roce 1999 Anglicko-velšský pohár. 

## Klubová kariéra
- 1985–1993 Bedford Blues
- 1993–1996 Newport RFC
- 1996–1997 AS Mérignac
- 1997–1999 London Wasps
- 1999–2000 Harlequins FC